# Mariano Torrente
Mariano Torrente fue un diplomático, economista y escritor español.

## Biografía
Nacido en Barbastro el 12 de octubre de 1792. Miembro de una familia acomodada, recibió una buena educación que lo hizo liberal y por esto sirvió en la intendencia del ejército napoleónico de Zaragoza en 1811 a las órdenes del vizconde Charles-Victor Prévost d'Arlincourt (1788-1856), pero de afrancesado pasó al ejército británico, donde fue secretario de sir Robert Hugh Kennedy (1772-1840), comandante de la 6ª división, quedando a cargo de proveer de víveres a las fuerzas aliadas. 
Apoyó la restitución del absolutismo por Fernando VII. Se instaló en 1814 en Madrid pero al año siguiente viajó a Civitavecchia para ser cónsul en los Estados Pontificios. En 1822 es nombrado cónsul en Livorno Gran Ducado de Toscana y en 1823 conoce a Agustín de Iturbide en Londres. Durante el año siguiente pasa por Calais, París y Livorno hasta volver a Madrid. En su obra Historia general de la revolución hispanoamericana sintetiza y defiende la causa realista y argumenta a favor de la reconquista de las Indias.
En 1834 se vuelve tesorero en La Habana y en 1837 se hace intendente de la provincia. Destaca por su labor periodística y literaria y su defensa de la inmigración africana, en calidad de trabajadores no remunerados. Volvió a España en 1840 para ser intendente del ejército de Ultramar. En 1843 es electo diputado por Huesca para las cortes durante la Regencia de Espartero. Cuando estas se disolvieron volvió a La Habana, donde se estableció de forma definitiva. Murió en La Habana el 28 de julio de 1856.

## Obras
- Geografía universal, física, política e histórica. Madrid, 1827-1828.
- Contestación al Dique crítico. Madrid, 1829.
- Historia de la Revolución hispanoamericana. Madrid, 1829-1830.
- Gómez Arias, o los moros de las Alpujarras. Madrid, 1831. Traducción del inglés al español de la obra Telesforo de Trueba y Cossío, Madrid, 1831.
- El Juanito. Madrid, 1840.
- Revista de Economía política. La Habana, agosto-diciembre 1835.
- Biblioteca Selecta de Amena Instrucción. La Habana, 1836-1837.
- Colección escogida de novedades científicas. La Habana, 1837-1838.
- Proyecto de contribución. La Habana, 1838.
- Opúsculo sobre la Hacienda de la isla de Cuba. La Habana, 1840.
- Manifiesto a los electores de la provincia de Huesca. Madrid, 1841.
- Cuestión importante sobre la esclavitud. Madrid, 1841.
- Memoria sobre la esclavitud. Madrid, 1841.
- Memoria sobre la cuestión de harinas. Madrid, 1845.
- Bosquejo económico-político de la Isla de Cuba. Madrid, 1852-1853.
- Memoria sobre la esclavitud. Londres, 1853.
- Política ultramarina. Madrid, 1854.
- Pensamiento económico-político sobre la Hacienda de España. Madrid, 1854.
- Compendio de la Historia de América. Salta, 1866.
- Memoria sobre la emigración africana en la isla de Cuba, folleto sin fecha.